# Shady Grove (Quicksilver Messenger Service)
| Recensione                        | Giudizio    |
| --------------------------------- | ----------- |
| AllMusic                          | [ 1 ]       |
| Robert Christgau                  | C+          |
| The New Rolling Stone Album Guide | [ 3 ]       |
| Sputnikmusic                      | 3.7 (Great) |
| Piero Scaruffi                    | [ 5 ]       |
| Ondarock                          | [ 6 ]       |
| Dizionario del Pop-Rock           | [ 7 ]       |
| 24.000 dischi                     | [ 8 ]       |

Shady Grove è il terzo album dei Quicksilver Messenger Service, pubblicato nel dicembre del 1969 su etichetta Capitol Records. Al gruppo si unisce il pianista e tastierista inglese Nicky Hopkins e momentaneamente si defila dal gruppo, prima della registrazione dell'album, Gary Duncan.

## Tracce
Lato A
1. Shady Grove – 2:58 (P.O. Wands)
2. Flute Song – 5:22 (Denise Jewkes)
3. Three or Four Feet from Home – 3:04 (John Cipollina)
4. Too Far – 4:28 (David Freiberg)
5. Holy Moly – 4:23 (Nick Gravenites)

Durata totale: 20:15
Lato B
1. Joseph's Coat – 4:40 (John Cipollina, Nick Gravenites)
2. Flashing Lonesome – 5:30 (David Freiberg, Nick Gravenites)
3. Words Can't Say – 3:18 (David Freiberg, Denise Jewkes)
4. Edward, the Mad Shirt Grinder – 9:12 (Nicky Hopkins)

Durata totale: 22:40

## Formazione
- John Cipollina - chitarra, voce
- Nicky Hopkins - pianoforte, organo, celeste, clavicembalo, dog
- David Freiberg - viola, basso, chitarra, voce
- Gregory Elmore - batteria, percussioni

Note aggiuntive
- John Palladino - produttore
- Registrazioni effettuate nel luglio e agosto 1969 al Wally Heider Studio e nell'agosto - settembre 1969 al Pacific High Recorders di San Francisco, California
- Dan Healy, Mike Leary, Dave Brown e Bob Shumaker - ingegneri delle registrazioni
- Mixato al P.H.B. dai Quicksilver Messenger Service, Dan Healy e Snarly Grumble
- Smircich (Jim Smircich) - fotografie
- Globe Propaganda - album art[12]